# Godspeed You! Black Emperor
A Godspeed You! Black Emperor egy kanadai együttes. Zenéjük a posztrock, experimental rock, drone, dark ambient műfajokba sorolható. Tagjai: Efrim Menuck, Mauro Pezzente, Mike Moya, Thierry Amar, David Bryant, Aidan Girt, Sophie Trudeau, Karl Lemieux és Timothy Herzog. 1994-ben alakultak meg Montréal-ban. Pályafutásuk alatt hat nagylemezt jelentettek meg. Karrierjük alatt kultikus státuszba emelkedtek, és sokan az experimentális műfaj legnagyobb alakjaiként tartják számon őket. Nevüket a hasonló című 1976-os japán filmről kapták. Lemezeiket a Constellation Records és Kranky Records kiadók dobják piacra. Egyszer már feloszlottak, 2003-ban, de 2010 óta ismét együtt vannak, és egészen a mai napig aktívak. Különlegességként megemlítendő, hogy a zenekar összes dala hosszú időtartamú, a legrövidebb számuk is négy perces.

## Diszkográfia
- F♯ A♯ ∞ (ejtsd: F-sharp, A-Sharp, Infinity) (1997)
- Lift Your Skinny Fists Like Antennas to Heaven (2000)
- Yanqui U.X.O. (2002)
- 'Allelujah! Don't Bend! Ascend! (2012)
- Asunder, Sweet and Other Distress (2015)
- Luciferian Towers (2017)
- G_d’s Pee AT STATE’S END! (2021)
- No Title as of 13 February 2024 28,340 Dead (2024)